# Ecoregiune

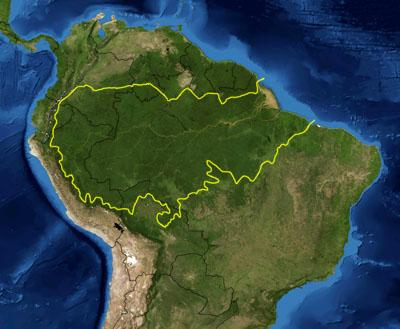
Ecoregiunea Junglei amazoniene. America de Sud.

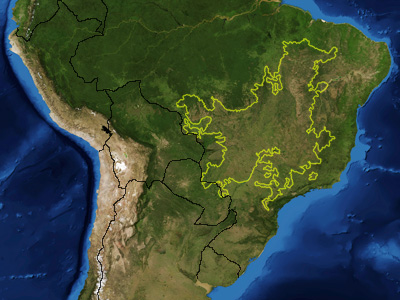
Ecoregiunea Cerrado. America de Sud.

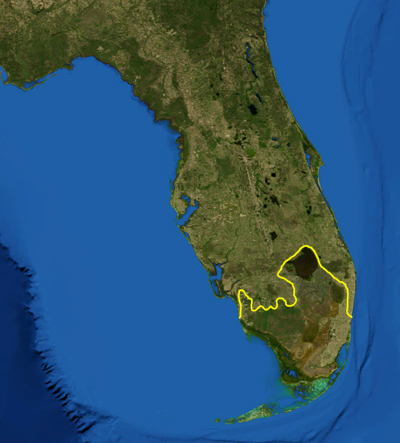
Ecoregiunea Everglades. America de Nord.

O ecoregiune (bioregiune sau regiune ecologică) este o zonă geografică definită, de suprafață relativ mare, care se deosebește de restul datorită caracterului unic al morfologiei, geologiei, climei, solului, hidrologiei, florei și faunei.

## Istorie
Istoria termenului este oarecum vagă și a fost folosită în mai multe contexte: clasificările pădurilor (Loucks, 1962), clasificările biome (Bailey, 1976, 2014), clasificările biogeografice (schema WWF / Global 200 a lui Olson & Dinerstein, 1998 ), etc.
Conceptul de ecoregiune din Bailey acordă o importanță mai mare criteriilor ecologice, în timp ce conceptul WWF acordă o importanță mai mare biogeografiei, adică distribuția unor biote distincte.

## Importanță
Utilizarea termenului ecoregiune este o creștere a interesului pentru ecosisteme și a funcționării lor. În special, există o conștientizare a aspectelor legate de dimensiunea spațială în studiul și gestionarea ecologiei landșaftului. Este larg recunoscut faptul că ecosistemele interconectate se combină pentru a forma un întreg care este mai mare decât suma părților sale. Există multe încercări de a răspunde ecosistemelor într-un mod integrat pentru a realiza landșafturi „multifuncționale”, iar diferite grupuri de interese de la cercetători agricoli la conservatori folosesc ecoregiunea ca unitate de analiză.
Global 200 este lista de ecoregiuni identificate de WWF drept priorități pentru conservare.

## În lume
WWF (World Wide Fund for Nature) a identificat 867 ecoregiuni terestre (sunt distribuite de-a lungul a 14 biomuri) și aproximativ 450 ecoregiuni de apă dulce (12 biomuri) de pe Terra. 

## În România
Teritoriul României este cuprins de cinci ecoregiuni; astfel:
- Alpină[7]- în zona montană a Orientalilor (cu cele 3 grupe mai mari: Carpații Maramureșului și Bucovinei, Carpații Moldo-Transilvani și Carpații de Curbură), în Carpații Meridionali (4 grupe mari: Munții Bucegi, Munții Făgăraș, Munții Parâng și Munții Retezat-Godeanu) și Carpații Occidentali Românești (cu 3 grupe mai mari: Munții Banatului, Munții Poiana Ruscă, Munții Apuseni).
- Panonică - în jumătatea vestică a județelor Timiș și Arad, vestul județului Bihor și sud-vestul județului Satu Mare.
- Pontică - nord-estul județului Constanța și estul județului Tulcea
- Stepică - în județele Călărași, Brăila, Ilfov, Galați, Constanța și Tulcea și sud-estul județelor Vaslui și Buzău.
- Continentală - în restul teritoriului (Transilvania, Oltenia, Muntenia, Moldova și estul Banatului).